# The Mine with the Iron Door
The Mine with the Iron Door er en amerikansk stumfilm fra 1924 instrueret af Sam Wood.

## Medvirkende
- Dorothy Mackaill som Marta Hilgrove
- Pat O'Malley som Hugh Edwards
- Raymond Hatton
- Bert Woodruff som Thad Grove
- Charles Murray som Bob Hill
- Mitchell Lewis som Sonora Jack
- Mary Carr